# Roy Chapman Andrews
Roy Chapman Andrews (26. ledna 1884 Beloit, Wisconsin – 11. března 1960 Carmel-by-the-Sea) byl americký přírodovědec, dobrodruh a cestovatel. Jeho manželkou byla fotografka Yvette Borup Andrewsová.

## Životopis
Proslul zejména jako vůdce pěti výprav Amerického přírodovědeckého muzea v New Yorku do pouště Gobi v Mongolsku. Při těchto výpravách, které se konaly v letech 1922 až 1930, působil jako dobrodruh ozbrojený puškou nebo koltem, který vedl vědeckou výpravu v nehostinné krajině. Snad byl i předlohou pro postavu filmového archeologa Indiana Jonese, ačkoliv režisér Steven Spielberg to nikdy nepotvrdil. Andrews napsal o svých výpravách množství knih a v první třetině 20. století se ve Spojených státech amerických stal oslavovanou vědeckou celebritou. Jeho jméno je spojeno například s objevy prvního hnízda s fosilními vejci dinosaurů, objevem druhu Velociraptor mongoliensis a mnoha dalšími.
V poušti Gobi bylo v pozdně křídových usazeninách objeveno velké množství fosilií dinosaurů, ale například také druhohorních savců.
Podle objevů Andrewsovy expedice z roku 1925 v lokalitě Šabarak-usu ("Planoucí útesy") se jeví jako pravděpodobné, že fosilní úlomky skořápek vajec oviraptorů (nebo příbuzných druhů) používali již kolem roku 8000 př. n. l. neolitičtí obyvatelé pouště Gobi, kteří je opracovávali a navrtávali do podoby "korálků" pro nošení na náhrdelnících a jiných přívěscích.